# 中国民兵武器装备陈列馆
中国民兵武器装备陈列馆，位于中国北京市通州区永顺地区焦王庄，既是博物馆，也是国家3A级景区。

## 简介
中国民兵武器装备陈列馆工程开始于1991年，1998年10月建成开放。中共中央总书记江泽民为陈列馆题写了馆名。
中国民兵武器装备陈列馆占地面积接近10万平方米，建筑面积超过1.2万平方米。陈列馆分为十四个部分，包括兵器博览中心、人民战争史馆、山地野战炮阵、仿真射击场、国防教育基地、骨科冷疗特色医院和环境艺术等。
陈列馆藏有各类文物一万件。其中有枪炮兵器五千余件，分别来自23个国家。主要藏品有钢笔手枪、日本造“丸一号”300毫米七年式要塞用榴弹炮、中国QBZ-87式小口径自动步枪、价值百万美元的工艺手枪、价值两千万元人民币的日本皇家军刀。陈列馆先后被命名为国家国防教育示范基地、北京市科普教育基地，并被国家旅游局定为3A级旅游单位。
2016年，在深化国防和军队改革中，陈列馆转隶新组建的中央军委国防动员部。2017年1月，在春节前夕，中央军委委员、国务委员兼国防部长常万全来到军委国防动员部民兵武器装备陈列馆和中央军委国际军事合作办公室调研慰问。